# آيت إيشو
آيت إيشو (بالإنجليزية: AIT ICHOU)‏ هي قرية ريفية تابعة لإقليم الخميسات ضمن جهة الرباط سلا زمور زعير بالمغرب. بلغ مجموع عدد سكان آيت إيشو حسب إحصاءات 2004 حوالي 2213 نسمة يعيشون في 378 أسرة.